# Lenomyia honesta
Lenomyia honesta är en tvåvingeart som beskrevs av Kertesz 1916. Lenomyia honesta ingår i släktet Lenomyia och familjen vapenflugor.
Artens utbredningsområde är Taiwan. Inga underarter finns listade i Catalogue of Life.